# The Time of the Oath
A Time Of The Oath a német power metal együttes, a Helloween 1996-ban megjelent, hetedik stúdióalbuma. Az albumot Ingo Schwichtenberg, az együttes egykori dobosának emlékére szentelték, aki az előző évben öngyilkos lett.
Az albumról három kislemez került kimásolásra: Power, The Time of The Oath és a Forever And One (Neverland). 

## Az album dalai
1. We Burn
2. Steel Tormentor
3. Wake Up The Mountain
4. Power
5. Forever And One (Neverland)
6. Before The War
7. A Million To One
8. Anything My Mama Don't Like
9. Kings Will Be Kings
10. Mission Motherland
11. If I Knew
12. Time Of The Oath

## Tagok
- Andi Deris – ének
- Roland Grapow – gitár
- Michael Weikath – gitár
- Markus Grosskopf – basszusgitár
- Uli Kusch – dob

Vendégházakban (12. "The time of the oath"):
- Axel Bergstedt – Zenekarvezető
- Kórust által Zenekar Johann Sebastian Bach ", Hamburg